# بالا بی‌لی
بالا بی‌لی (به لاتین: Balabəyli) یک منطقه مسکونی در جمهوری آذربایجان است که در شهرستان زنگلان واقع شده است.